# LUBILOSA
 (juin 2018).
LUBILOSA est un programme de recherche, achevé en 2002, qui avait comme objectif le développement d’une alternative biologique à la lutte chimique contre les criquets. Ce nom est un acronyme du titre français du programme : Lutte biologique contre les Locustes et les Sauteriaux. Lors de ses treize années d’existence (novembre 1989 à décembre 2002), le programme a identifié un isolat d’un champignon entomopathogène appartenant au genre Metarhizium qui est fortement virulent pour les criquets, puis a parcouru toutes les étapes nécessaires au développement commercial d’un biopesticide dénommé Green Muscle à base des spores de ce champignon.

## Collaborateurs
Le programme fut conçu par Chris Prior et David Greathead de l’International Institute of Biological Control (IIBC : Institut International de Lutte Biologique), ancien institut de recherche de CAB International qui était basé à Silwood Park au Royaume-Uni à l’époque. L’IIBC demanda et obtint la collaboration de l’ancien Centre de Lutte Biologique pour l’Afrique installé à Cotonou, Bénin, lequel appartenait et fut géré par l’International Institute of Tropical Agriculture (IITA : Institut International d’Agriculture Tropicale). Lorsque l’IIBC sollicita du gouvernement des Pays-Bas un soutien financier à travers son organisme de coopération (DGIS : Directorat Général pour la Collaboration Internationale), ce dernier contribua en finançant un expert néerlandais en lutte antiacridienne qui était basé au Département de Formation en Protection des Végétaux (DFPV) du Centre Régional AGRHYMET à Niamey, Niger, qui à son tour fait partie intégrante du Comité permanent Inter-états de Lutte contre la Sécheresse dans le Sahel (CILSS). Puisque le DFPV avait son propre budget de fonctionnement dans LUBILOSA, elle devint partenaire intégral au sein du programme. Durant un certain nombre d’années LUBILOSA collabora avec le programme de lutte antiacridienne au sein de la structure de coopération allemande GIZ. Une collaboration permanente fut établie avec les services de protection des végétaux du Niger, du Bénin, du Burkina Faso, du Tchad, du Mali, du Sénégal et de la Gambie.

## Bailleurs de fonds
Le programme LUBILOSA est entièrement financé par les bailleurs de fonds suivants :
- L’ACDI : Agence canadienne de développement international
- Le DFID : Department for International Development
- La DGIS : Directeur-generaal Internationale Samenwerking du ministère des Affaires étrangères des Pays-Bas
- La SDC/DDC : Direction du développement et de la coopération
- L’USAID : United States Agency for International Development

Pendant la vie du programme ces bailleurs de fonds ont contribué globalement 10 200 000 £ (approximativement 17 000 000 $EU à l’époque).

## Les quatre phases
Le programme LUBILOSA a été financé en phases de trois à quatre ans chacune :
- première phase : 1990-1992 ;
- deuxième phase : 1993-1995 ;
- troisième phase : 1996-1998 ;
- quatrième phase : 1999-2002.

### Première phase
Le projet démarra fin 1989 à partir d’un concept original développé par Chris Prior et David Greathead, dans la perspective du développement d’une méthode de lutte biologique contre les criquets et les sauteriaux. En examinant les options disponibles pour une lutte biologique, il devint vite évident que des formulations huileuses des spores de certains champignons appartenant au Phylum Deuteromycota (Champignons anamorphiques) étaient les plus prometteuses. De tels champignons sont capables de se développer sur des substrats artificiels et, par conséquent, peuvent être produits assez rapidement en grandes quantités. Leurs spores sont lipophiles et sont donc plus facile à suspendre dans de l’huile que dans de l’eau. Puisque la lutte antiacridienne est généralement menée en utilisant des formulations huileuses à des taux d’application d’ultra bas volume (UBV), le développement d’une formulation huileuse de spores fongiques permettait aux opérateurs d’utiliser le même dispositif que pour l’application de pesticides chimiques et d'en maximiser l’efficacité.
Habituellement, les champignons sont plus actifs dans des conditions humides et les premières tentatives de les employer comme agents de lutte biologique ont donc été faites en utilisant des formulations aqueuses. Toutefois, dans la pratique, les résultats furent souvent décevants et l’approche fut en grande partie abandonnée pendant la majeure partie du XXe siècle. Lorsqu’il y eut un regain d'intérêt pour la lutte biologique, les formulations aqueuses de champignons commencèrent à être utilisées avec succès dans des serres, mais les résultats dans les champs ouverts continuèrent à être décevants. 
Cependant, au cours des années 1980, Prior découvrit que certains champignons anamorphiques sont plus efficaces s’ils sont appliqués dans de l’huile.
Lors de la première phase de LUBILOSA, la faisabilité d’utiliser de telles formulations huileuses contre les criquets fut démontrée moyennant des essais au laboratoire et ensuite dans des cages au terrain et dans des « arènes ». Des recherches étendues furent lancées en Afrique de l’Ouest et dans la Péninsule Arabique pour trouver des isolats virulents aux criquets et aux sauteriaux, caar ce type d'isolat était peu représenté dans les collections publiques. Cet effort fit intervenir un réseau de collaborateurs et produisit quelque 180 isolats, dont beaucoup appartenaient à Metarhizium acridum tandis que d’autres appartenaient à d’autres espèces de Metarhizium et à Beauveria bassiana en plus de quelques éléments de Syngliocladium acridiorum (syn. Sorosporella). Des essais d’efficacité au laboratoire avec ces isolats démontrèrent que Metarhizium acridum était l’espèce la plus virulente en conditions chaudes (30 °C), et permirent de sélectionner l’isolat IMI 330189 pour un développement ultérieur. Des essais ultérieurs dans des cages et des arènes confirmèrent que des formulations huileuses provoquaient des infections même par temps très sec. IMI 330189 et des isolats similaires furent attribués à Metarhizium flavoviride dans les premières articles scientifiques, puis à Metarhizium anisopliae var. acridum, mais ils sont actuellement appelés Metarhizium acridum (Driver & Milner).

### Deuxième phase
Au cours de la deuxième phase, la formulation huileuse fut testée dans les champs et s’est révélée efficace. Les essais de terrain se sont avérés difficiles à mener sur des insectes aussi mobiles que les sauteriaux et les locustes. En ce qui concerne les locustes, des parcelles fixes ne peuvent pas être utilisées à moins qu'elles atteignent plusieurs kilomètres carrés ; il est donc nécessaires de suivre des bandes larvaires.Quoi que de nombreuses infestations furent constatées durant cette période, par le criquet pèlerin (Schistocerca gregaria) aussi bien que le criquet brun (Locustana pardalina), les équipes de traitement chimique furent aussi très actives et peu de progrès fut donc fait dans le développement des techniques nécessaires pour mesurer l’effet de Metarhizium sur des locustes non contenues. Toutefois, il fut possible de faire des traitements à des échelles larges contre le criquet puant (Zonocerus variegatus) dans la zone forestière et contre des sauteriaux sahéliens, particulièrement le criquet sénégalais (Oedaleus senegalensis),.
Des contacts furent établis avec plusieurs producteurs de biopesticides de renommée internationale pour déterminer s’ils seraient en mesure et disposés à satisfaire de manière fiable les besoins en spores de LUBILOSA durant la troisième phase, mais aucun d’entre eux n’était prêt à prendre cet engagement. En conséquence, une partie de la station de l’IITA à Cotonou fut aménagée en une unité de production de spores tandis que ses capacités humaines et techniques furent renforcées afin de satisfaire les besoins attendus en spores. L’installation s’avéra être une excellente unité de recherche qui rendit ainsi possible d’affiner des spécifications techniques réalistes et de tester la production, la maîtrise des niveaux de contamination, la séparation des spores, le séchage et enfin le conditionnement.

### Troisième phase

#### Essais dans les champs
L’équipe du programme LUBILOSA continua à chercher des opportunités pour tester le Métarhizium contre les criquets et les sauteriaux. Les essais dans les champs furent menés contre des criquets sénégalais, des criquets africains du riz (Hieroglyphus daganensis), des criquets puants, des criquets arboricoles sahéliens (Anacridium melanorhodon), des criquets bruns et des criquets pèlerins.
Ces essais ont démontré que le Metarhizium appliqué à une dose de 50 g/ha pourrait réduire les populations de sauteriaux ainsi que celles de criquets arboricoles de près de 80 à 90 % en moins de deux à trois semaines. Un tel niveau de résultat fut plus difficile à atteindre pour les autres criquets, mais un effet significatif fut démontré sur les bandes larvaires malgré  les grandes difficultés quant au repérage des bandes individuelles. Quelques essais contre les criquets sénégalais ont inclus le Fénitrothion comme insecticide chimique à titre de comparaison. À cause de sa plutôt faible rémanence, ce produit chimique s’est révélé être beaucoup moins efficace que ce que l’on croyait. Il fut très efficace, entraînant une nette réduction immédiate de la densité des populations, mais des éclosions continues et la réimmigration dans les parcelles traitées ont entrainé une nouvelle augmentation des populations après moins d’une semaine jusqu'à ce qu'elles ont atteint ou dépassé les niveaux originaux après deux à trois semaines. Le Métarhizium, a, quant à lui, réduit les niveaux des populations à un taux plus lent mais a maintenu des bas niveaux durant au moins un mois et demi. La demi-vie des spores sur la végétation fut estimée à plus de sept jours dans les conditions de la saison pluvieuse au Sahel, étant entendu que quelques conidies doivent survivre entre les saisons.

#### Comportement des sauteriaux
Dans le cadre de ces essais sur le terrain, il est clairement apparu que les criquets et les sauteriaux sont capables de se rendre compte qu’ils ont été infectés et qu'ils peuvent modifier leur comportement en fonction. En particulier, ils passent plus de temps à se chauffer au soleil même en plein milieu de journée. Les sauteriaux non infectés se chauffent également au soleil quand leur température corporelle est en deçà d’une plage de températures allant de 38 à 40 °C. Toutefois, des enquêtes détaillées ont montré que les sauteriaux infectés augmentaient leur température corporelle jusqu'à 4 °C de plus. Cet effet a été nommé « fièvre comportementale » et a été considéré comme un moyen de ralentir l’infection comme le ferait une fièvre sur les animaux homéothermes. Ce comportement pose un problème potentiel pour le champignon. La température préférée par ce dernier se situe entre 28 et 30 °C et il arrête de se développer au-delà de 35 °C. Les mesures de température corporelle des criquets dans les champs ont montré que ce comportement de réchauffement réduit le temps disponible de développement du champignon de plusieurs heures par jour. Sous certaines conditions, cela permet aux insectes de pondre au moins une oothèque avant de mourir. Ce qui est intéressant est que les criquets et les sauteriaux sains, spécialement les femelles, prennent un certain temps après leur mue imaginale (dernière mue) pour atteindre leur maturité et pondre des œufs, temps durant lequel elles accumulent suffisamment de matière grasse dans leur organisme pour produire jusqu’à trois oothèques. Toutefois, les sujets infectés renoncent habituellement à cette période d’ « engraissage » et pondent des œufs immédiatement après leur mue imaginale. Cela les épuise, ce qui fait qu'elles meurent après avoir pondu une oothèque. Donc même si le Metarhizium ne tue pas avant ou peu après la mue imaginale, il ne permet généralement la formation que d’une seule oothèque et réduit ainsi la fécondité des femelles infectées.

#### (Éco) toxicologie
Au cours de la troisième étape, le programme démarra par une enquête sur l’impact de l’environnement naturel de l’isolat de Metarhizium choisi (IMI 33 0189). Les tests toxicologiques standards furent menés par des laboratoires certifiés qui ont montré que la souche n’avait pratiquement aucun effet sur les mammifères, les oiseaux, les poissons (exemple de la DL50 pour les rats dont la dose létale est supérieure à 2 000 mg de matière active par kilogramme de masse corporelle[incompréhensible]). D’autres tests toxicologiques et écotoxicologiques furent menés par l’équipe responsable du programme LUBILOSA. Un objectif important était de montrer que cet isolat infectait seulement les criquets et les sauteriaux. Les tests pour infecter ces derniers ont été menés sur une grande partie des espèces mais la grande majorité n’a pas pu être infectée même à fortes doses. Toutefois, quelques espèces comme les termites, les abeilles du miel, certaines guêpes parasitaires et des vers à soie peuvent être infectées au laboratoire,
. Des tests ultérieurs ont été entrepris avec des paramètres de terrains en partie maîtrisés et d’autres pas du tout maîtrisés, ce qui démontre que seuls les vers à soie ont souffert d’une infection significative dans ces conditions. La conclusion issue des tests fut que la souche de Metarhizium employée par le programme LUBILOSA était incapable d’infester les vertébrés et seulement un nombre réduit d’insectes dans des conditions artificielles. Les études disponibles montrent que dans les conditions normales, l’isolat infecte uniquement les insectes appartenant à l’infra-ordre Acrididea et le ver à soie domestique : le  Bombyx mori.

#### Production en masse
L’unité de production de spores de Cotonou a rendu possible l’optimisation de la production en masse de spores de la souche utilisée pour le programme LUBILOSA à un niveau approprié de technologie,.
Le procédé de production choisi comprend une phase liquide et une phase solide. 
Pendant la phase liquide, la biomasse formée par le champignon est épaissie dans une solution à base de sucre et de levure et produit en retour des conidies immergées dans la masse liquide. Ensuite, le bouillon résultant est utilisé pour inoculer du riz partiellement cuit et stérilisé. Le mycélium du champignon recouvre le riz et commence à sporuler. À ce stade, le riz et le champignon sont lentement séchés avant de détacher les spores du riz. 
Une machine a été mise au point pour effectuer cette opération d’une manière efficace. L’étude et l’optimisation du procédé de production en masse a conduit à adopter des standards de qualité pour les spores produits qui pourraient s’imposer à ceux qui voulaient produire les spores commercialement sous licence. 
Les divers aspects d’une lutte biologique de qualité incluent les niveaux de contamination (particulièrement l’absence d’éléments pathogènes), la virulence contre les ravageurs ciblés, la plage d’utilisation des particules, le comptage des spores ayant une chance de survivre, etc. Une recherche étendue a été entreprise pour le stockage approprié des spores lesquelles devraient rester au frais et au sec (en deçà de 5 % d’humidité),,.

#### Commercialisation
Deux entreprises commerciales se sont mises d’accord pour examiner la faisabilité et la viabilité économique de produire le Metarhizium pour approvisionner le marché de la lutte biologique contre le criquet. Ces structures sont le BCP (Biological Control Products) à proximité de Durban (Afrique du Sud) et le NPP (Natural Plant Protection) de Noguères (France) qui est un démembrement  de Calliope S.A.[pas clair] Le NPP a enregistré le nom de ce produit sous la marque de Green Muscle (marque déposée par CAB International). CAB International étant, dans un premier temps, installé en Afrique du Sud et par la suite dans d’autres pays de l’Afrique australe et de l’est. BCP est le leader africain de la production de biopesticides. Son marché le plus important se situe en Afrique du Sud mais ses produits sont de plus en plus vendus dans d’autres pays. L’entreprise poursuit sa production et en même temps la promotion du Green Muscle. Elle a été achetée par Becker Underwood en 2010. Le NPP a toutefois seulement obtenu un permis de vente temporaire pour le compte des pays du CILSS en Afrique de l’Ouest mais n’était pas en mesure de produire du Green Muscle avec son propre procédé de production.

### Quatrième phase
La dernière phase du programme LUBILOSA fut caractérisée par la promotion de ses activités et par la mise à disposition d'une « structure conseil » pour la vente des produits fabriqués. 
Le lancement du produit sur le marché suivi d’une campagne d’information aux clients potentiels n’était pas suffisant. Le marché pour la vente de produits biologiques contre les criquets était (et reste) particulièrement curieux[pas clair] et difficile à pénétrer. Les plus grands utilisateurs sont les gouvernements ou les agences intergouvernementales impliquées dans la lutte biologique contre les criquets et/ou les sauteriaux. 
Au début, il était difficile de convaincre les professionnels opérant dans ces agences de la nécessité d’utiliser un produit intermédiaire et, dans le même temps, de les amener à s’approprier l’idée selon laquelle ce nouveau produit était aussi efficace que ceux qui avaient été utilisés jusqu’alors. De plus, les grandes firmes de fabrication de pesticides ont offert toutes sortes de motivations à ceux qui devaient se charger de l’achat de pesticide dans le but de continuer à faire vendre leurs produits, pratique difficilement maîtrisable par une petite firme comme BCP. Jusqu’à la fin du programme LUBILOSA et encore après, il subsistait le besoin  de mener des essais et des démonstrations dans les champs. Vers la fin du programme LUBILOSA l’équipe de la FAO chargée de la lutte biologique contre le criquet s’intéressa finalement au produit avant de s’impliquer dans quelques essais. Mise à part la zone sahélienne, les sauteriaux ne sont pas sérieusement considérés comme des insectes nuisibles en Afrique et sont par conséquent rarement combattus au moyen de pesticides. Pour cette raison, ce fut seulement dans le Sahel que de sérieux efforts furent entrepris pour promouvoir le Green Muscle pour la lutte biologique contre les sauteriaux. Dans de nombreux pays et spécialement au Niger, des cultivateurs  de céréales se sont organisés en brigades chargées de la lutte contre les insectes nuisibles, ce qui augmente les capacités de lutte des cultivateurs pris individuellement. Le Green Muscle fut remis à ces derniers après qu’il eut été correctement essayé dans des séances de traitement. Après un premier échec observé avec le biopesticide en raison de sa lenteur à agir, les villageois étaient finalement satisfaits à la vue des résultats finaux. Toutefois le prix du produit s’avéra être un obstacle majeur. À cette époque, le coût pour produire 1 kg de Green Muscle était estimé à 200 $. À raison de 50 g à l’hectare, il revenait à 10 $ par hectare. Le prix des pesticides classiques était évalué alors à 5 $ à l’hectare. Bien que les agriculteurs soient prêts à payer un supplément de prix s’élevant à 2 $, (ce qui ferait 7 $), il était clairement établi qu'ils n’allaient pas payer 10 $. Un autre inconvénient était qu’aucun producteur n’avait encore été identifié pour le marché ouest africain et que, par conséquent, la disponibilité du produit ne pourrait être garantie. 
À la fin du programme, en décembre 2002, les collaborateurs du  programme LUBILOSA faisaient face à une situation où la production de Green Muscle était encore inexistante, tout le produit acheté ayant été utilisé pour les essais. Le BCP fut laissé de côté en ce qui concerne la promotion du produit avec cependant un léger soutien du CABI et de l’IITA, qui manquaient cependant de fonds pour des activités sérieuses. Heureusement, la FAO s’est intéressée à ce projet, ce qui a rendu possible des essais supplémentaires sur le terrain.

### Gestion de l’après-programme LUBILOSA
Après la fin du programme LUBILOSA, les activités devant promouvoir l’utilisation de Green Muscle se sont poursuivies, incluant les essais dans les champs contre les criquets nomades et les criquets pèlerins avec le soutien de la FAO. Un nouveau projet en Afrique de l’Ouest, le PRéLISS (Projet Régional de Lutte Intégrée des Sauteriaux dans le Sahel), visait un management intégré des insectes nuisibles : stratégie qui incluait l’utilisation du Green Muscle. Ce projet conduisit à des essais sur le terrain avec des doses réduites de Green Muscle et prouva que la dose de 25 g/ha était aussi efficace que l’utilisation de 50 g à l’hectare. Des mélanges avec le Lambda-cyhalothrine (un insecticide à base de pyréthrinoïdes) furent aussi testés pour essayer de résoudre la faible réactivité du Green Muscle. Il fut démontré que cette application simultanée des deux produits, chacun utilisé au quart de sa dose, provoquait une mortalité aussi rapide que le Lambda-cyhalothrine utilisé seul et maintenait des niveaux de population assez faibles durant des semaines pour un coût très réduit.
Après qu’il est devenu clair que le NPP ne serait pas en mesure de produire le Green Muscle, les recherches pour un second producteur se sont poursuivies. Plusieurs candidats à la production de Green Muscle furent contactés mais aucun d’entre eux n’était prêt à relever le défi. Cette situation changea seulement lorsque les criquets pèlerins commencèrent à envahir une fois de plus les pays de l’Afrique de l’Ouest vers la fin de l’année 2003. Le président du Sénégal Abdoulaye Wade et son épouse Viviane se sont montrés sensibles au sujet de l'épandage de grandes quantités de pesticides chimiques pour contenir une recrudescence du péril acridien. La première dame donna l’ordre à son conseiller technique Sébastien Couasnet d’explorer l’existence d’une telle possibilité. Apparemment, l’information au sujet du Green Muscle s’est vue bloquée au niveau des professionnels de la Direction de la Protection des Végétaux du Sénégal (et plus probablement d’autres pays) malgré les efforts du LUBILOSA et du PRéLISS de contribuer largement à promouvoir l’existence de ce nouveau produit.
Heureusement, Sébastien Couasnet s’est rendu par un heureux hasard sur le site web LUBILOSA qui était encore animé par l’IITA et maintenu constamment à jour par le directeur de projet du PRéLISS de l’époque, Christiaan Kooyman. Ils se sont rencontrés à Cotonou et sont immédiatement convenus de mettre en place un plan de conception d’une unité de production de Green Muscle. Sébastien Couasnet s’est dès lors senti en mesure de convaincre la première dame d’organiser le financement et la construction d’une unité de production qui a effectivement démarré dans le courant de l’année 2005. Il y eut un délai avant de démarrer la production, à cause de la nécessité de se débarrasser de toutes les sources de contamination, mais la production démarra avec le conseil technique de l’IITA, de CAB International et Roy Bateman, de l'IPARC,, qui installèrent la dernière version du Mycoharvester. Le permis de produire fut attribué fin 2007. Pendant les quatre ans suivants, les aspects liés à la production et au marketing sont entièrement pris en charge par la Fondation Agir pour l’Education et la Santé structure dont madame Wade était la présidente. Malheureusement la fondation n'a pas duré longtemps et a sombré à cause de désaccords internes surtout concernant la mesure dans laquelle du capital privé devrait être attiré afin que la production de Green Muscle et d'autres produits semblables puisse être pérennisée. Après la perte du président Wade dans les élections présidentielles de 2012 la fondation a été dissoute. La production de champignons avait été arrêtée déjà 8 mois plus tôt. À ce moment-là Becker Underwood South Africa, acquis par BASF SE en 2012, était le seul producteur de Green Muscle. Quelques années plus tard le produit semblait être disparu du marché et ses homologations expirées. Par conséquent, une nouvelle entreprise, Eléphant Vert, enregistrée en Suisse avec des filiales en France, au Maroc, au Mali, au Sénégal, en Côte d'Ivoire et au Kenya, a décidé de développer un nouveau produit, NOVACRID, à base d'une souche différente de M. acridum.

## Équipe composant le programme
- Yvonne Abraham (IIBC/CABI): 1990-1996, entomologiste
- Serge Attignon (BCCA/IITA) : 1996-1998, socio-économiste
- Roy Bateman (IIBC/CABI) : 1989-2002, spécialiste en épandage et en formulation
- Dave Batt (IIBC/CABI): 1990-2000, technicien de laboratoire
- Michelle Carey (IIBC/CABI): 1990-1993, technicienne de laboratoire
- Andy Cherry (BCCA/IITA and NRI) : 1996-2002, entomopathologiste et coordinateur pour la production de masse
- Hugo de Groote (BCCA/IITA) : 1996-1998 socio-économiste
- David Dent (IIBC/CABI) : 1996-2000, directeur de programme
- Orou-kobi Douro-Kpindou (BCCA/IITA) : 1990-2002, entomopathologiste
- Comlan Gbongboui (BCCA/IITA) : 1993-2002, technicien de terrain
- Ignace Godonou (BCCA/IITA): 1990-1998, entomopathologiste
- David Greathead (IIBC/CABI): 1989-1992, Directeur
- Jane Gunn (IIBC/CABI): 1996-2000, technicienne de laboratoire
- Nina Jenkins](IIBC/CABI) : 1996-2002, microbiologiste et spécialiste de production en masse
- Christiaan Kooyman (DFPV/AGRHYMET et IIBC/CABI) : 1990-2002, acridologue et entomopathologiste, coordinateur de projet pour l’Afrique de l’Ouest (1990-1995) et pour l’Afrique de l’Est (1996-2002)
- Jürgen Langewald](BCCA/IITA) : 1993-2002, entomologiste et chef de programme 1999-2002
- Chris Lomer] (IIBC/CBI et BCCA/IITA) : 1990-1999, entomopathologiste et chef de programme 1993-1999
- Belinda Luke (IIBC/CABI) : 1996-2002, assistante de recherche
- Dave Moore (entomologiste) (IIBC/CABI) : 1990-2002, entomologiste
- Peter Neuenschander : 1989-2002, Directeur à l’IITA
- Zakaria Ouambama (DFPV/AGRHYMET) : 1990-2002, assistant de laboratoire et organisateur des essais sur le terrain
- Armand Paraïso (BCCA/IITA) : 1990-1995, coordonnateur du réseau NARS
- Ralf Peveling](University of Basel): 1993-1998, écotoxicologue
- Chris Prior (IIBC/CABI): 1989-1995, phytopathologiste et directeur de programme 1989-1993
- Paresh Shah (IIBC/CABI et IITA) : 1989-1993, études des sauteriaux sur le terrain 1989-1993
- Bill Steele (IIBC/CABI and Imperial College) : 1996-2002, gestionnaire du programme
- Matthew Thomas (IIBC/CABI and Imperial College): 1996-2002, écologiste
- Jeff Waage (IIBC/CABI): 1992-2000, Directeur